# Хедер

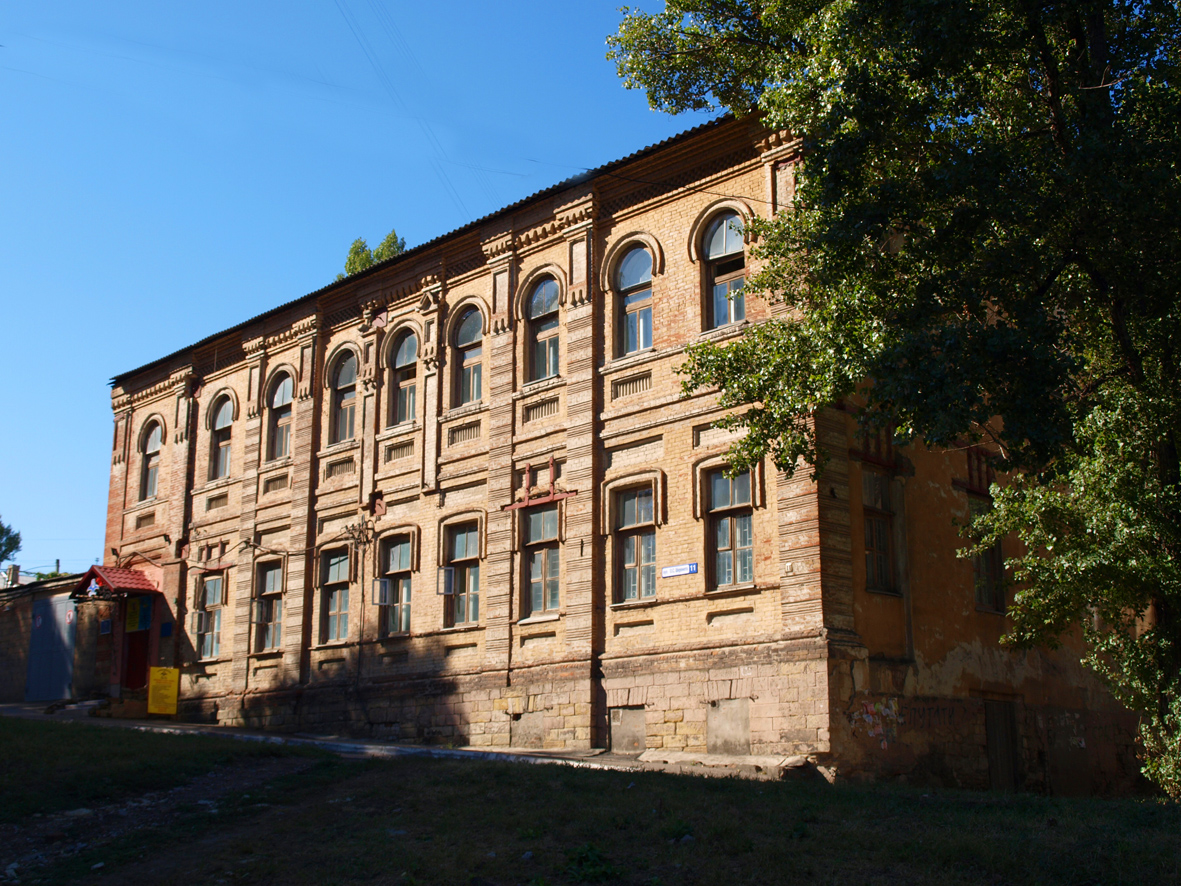
Колишня будівля хедера у старій частині Луганська, поч. XX століття

Хе́дер (їд. хе́йдер від івр. חֶדֶר — хе́дер, «кімната») — єврейська релігійна початкова школа. 

## Походження
Назва «хедер» на позначення початкової школи вперше згадується в 13 столітті. Надалі школи такого типу одержали широке поширення в середовищі ашкеназі. Функціонування хедерів в Україні, Польщі, Білорусії у першій половині XVII століття описано в книзі Натана Гановера «Глибокий мул». Середньовічна система цих шкіл зберігалася в Російській імперії і в деяких районах Австро-Угорщини до Першої світової війни.

## Система навчання

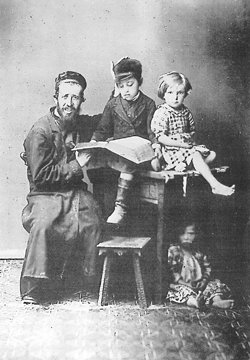
Вчитель хедера (Поділля, XIX століття)

У хедері, як і в школах талмуд-тора, навчалися тільки хлопчики. На 1-му рівні – від 3–5 до 9–10 років, на 2-му рівні – до 13 років. Однак, якщо талмуд-тора була громадською установою для підтримки бідних дітей, батьки яких не могли вносити плату за навчання, хедери були приватними школами, і його вчителі (меламеди) отримували платню від батьків (для цього потрібні були юридичні хитрощі галахічних авторитетів, бо вважалося, що навчання законам віри повинно здійснюватись як міцва, тобто безплатно).
Перед вступом до хедера хлопчик проходив через спеціальні "проводи" в синагозі, де йому вголос читали 10 заповідей. Наступного дня його відводили до будинку вчителя.
Навчання проводилося, як правило, в одній з кімнат у будинку вчителя. Громада контролювала навчання в хедері й встановлювала певні правила та обмеження власної ініціативи меламеда. Наприклад, відповідно до шкільного статуту Кракова (1511), в хедері могло навчатися одночасно не більше 40 учнів. У вчителя могли бути спеціальні помічник (белферз, бельфери). Однак на практиці навантаження на вчителя було значне; в одному класі одночасно могли навчатися учні трьох вікових груп. У молодшій групі (дардіке, з трьох років) школярі навчалися азбуки та читання єврейських текстів без перекладу. У наступній групі (з п'яти років) вивчався П'ятикнижжя з коментарями Раші і початкові відомості про Талмуд. Старші учні (з восьми років) більш поглиблено займалися Талмудом.
Світські навчальні дисципліни в хедері не вивчалися. Заняття проходили з раннього ранку до сьомої-восьмої години вечора. Практикувалися тілесні покарання поганих учнів, для чого існував спеціальний батіг (канчік). Вважалося, що викладання в хедері не вимагало спеціальних знань, і тому праця вчителя не дуже цінувалася. По закінченні хедера юнак міг під керівництвом рабина чи освічених членів громади продовжити вивчення Талмуда в синагозі або вступити до єшиви. Однак для значної частини мешканців штетла (єврейського містечка) освіта обмежувалася навчанням в хедері.

## У новий час

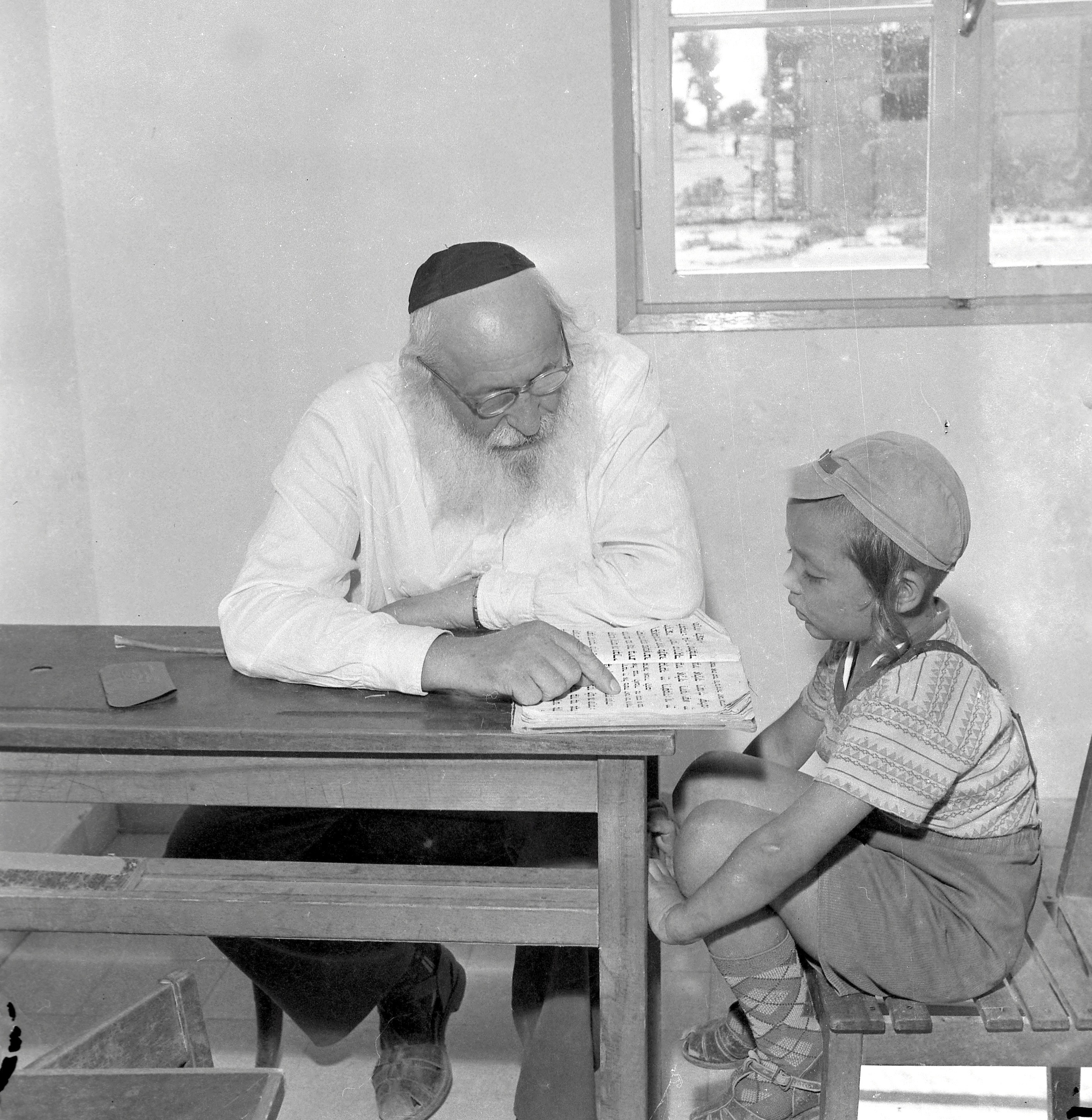
Хедер, Бней-Брак, Ізраїль, 1965

З часу Гаскали (єврейське просвітництво) хедер піддавався бурхливій критиці з боку тих, хто здобув світську освіту; прихильники Гаскали (маскілім) особливо обурювалися примітивності методики навчання. Ненависть, що склалася до цієї системи освіти, виражена у творах Іцхака Левінзона, І. Л. Гордона, П. Смоленскіна й багатьох інших. Однак в Російській імперії тільки наприкінці XIX ст. змогла реалізуватися спроба реформи хедера (так званий хедер метукан) на основі ідеології сіонізму (Ховевей Ціон). Реформовані хедери розміщувалися в просторих приміщеннях, тут викладали історію єврейського народу, географію Ерец-Ісраель, граматику івриту, в деяких випадках також російську, польську або німецьку мови. . Попри опір ортодоксально-релігійних юдейських кіл, асиміляторів  кіл і влади, школи системи «хедер метукан» вплинули на становлення нової системи єврейської освіти.